# Japet (mjesec)
Japet (također Saturn VIII, poznat i kao yin yang mjesec) je prirodni satelit planeta Saturn. Unutarnji pravilni satelit s oko 1472 kilometra u promjeru i orbitalnim periodom od 79 dana, 7 sati, 42 minute i 57 sekunde. Kruži na udaljenosti od 3560 000 km, i najdalji je unutarnji pravilni satelit. Temperatura je -153°C.  Gustoća je 1.020 g/cm³, što znači da se sastoji od 20% stijenja i 80% leda.

## Kontrast i reljef
Ovaj mjesec je najzanimljiviji zbog svog kontrasta. Naime, prednja polutka je potpuno tamna, a druga potpuno svijetla, 10 puta svjetlija od prednje. Ovo je prvi put primijetio Giovanni Cassini. Na prednjoj tamnoj strani nalazi se golemi greben visok i do 20 kilometara, čime je jedna od najviših planina u Sunčevom sustavu. Podrijetlo grebena je nepoznato. Zatamnjenje zbog Febinog prstena zasada je najbolje objašnjenje, a u prilog objašnjenju ide to što se materijal u kraterima na Hiperionu podudara s onim na Japetu. Smatra se da materijal iz Febinog prstena odlazi u unutrašnjost i pogađa Japeta i Hiperiona. Kao alternativna objašnjenja spominju se sublimacija leda, dodir s prstenovima te pad nekog tijela na površinu.
Ima nekoliko velikih kratera. Najveći je krater Turgis na tamnoj strani. Na svijetloj strani ističu se Engelier i Gerin, a na tamnoj Falsaron koji je šesterokutni krater. 2012. godine je u krateru Malun, još jednom istaknutom krateru, opažena golema lavina. Kako je stijena odlomila na 8 km visine, lavina se protezala na 34 km udaljenosti. Krater Malun nalazi se na Japetovom grebenu. Uz to, tu je i nešto manjih kratera, a mnogo malih kratera prekriva Japetov greben.

## Povijest istraživanja
Prve dobre snimke Japeta dostavio je Voyager 2 prilikom preleta Saturna 1981., s udaljenosti od 2.1 mil. km. NASA-ina letjelica Cassini-Huygens nekoliko je puta prošla pokraj Japeta na velikoj udaljenosti i dostavila slike, uključujući 31. prosinca 2004. i 12. studenog 2005., a jedini bliski prelet napravila 10. rujna 2007. na udaljenosti od 1227 km.

## Vanjske poveznice
Astronomska sekcija Fizikalnog društva Split - Japet, saturnov satelit  Arhivirana inačica izvorne stranice od 4. rujna 2005. (Wayback Machine)